# Маковский, Тадеуш
Тадеуш Маковский (пол. Tadeusz Makowski; 29 января 1882, Освенцим — 1 ноября 1932, IV округ Парижа) — польский художник.

## Биография
Тадеуш Маковский в 1902—1906 годах изучал классическую и польскую филологию в Ягеллонском университете в Кракове и параллельно учился живописи в местной Академии изящных искусств (в 1903—1908 годах), в классах Яна Станиславского и Юзефа Мехоффера. На рубеже 1908/1909 годов Т. Маковский уехал в Париж, где и остался до конца жизни. Вначале художник попал под влияние фресковой живописи Пюви де Шаванна, затем был близок к монпарнасской группе кубистов. Маковский познакомился с Пабло Пикассо, и между ними завязалась дружба. Перед Первой мировой войной Т. Маковский вместе с художником Владиславом Слевинским выехал в Бретань. Здесь он отошёл от канонов кубизма и начал «учиться у природы». Художник писал пейзажи в стиле наивного реализма, а также стилизированные фигуративные композиции.
Художественный индивидуальный стиль Т. Маковского, складывавшийся под сложнейшим взаимным влиянием и переплетением старого нидерландского и голландского искусства, наивного реализма, кубизма и народной польской живописи, предстаёт перед зрителем одновременно метафорическим, фантастичным и лирическим. Художник любил изображать детей.
Умер в Париже и похоронен на кладбище в Монморанси.
После смерти Т. Маковского остался дневник, который мастер вёл с 1922 по 1931 год (опубл. в Варшаве в 1961).

## Галерея

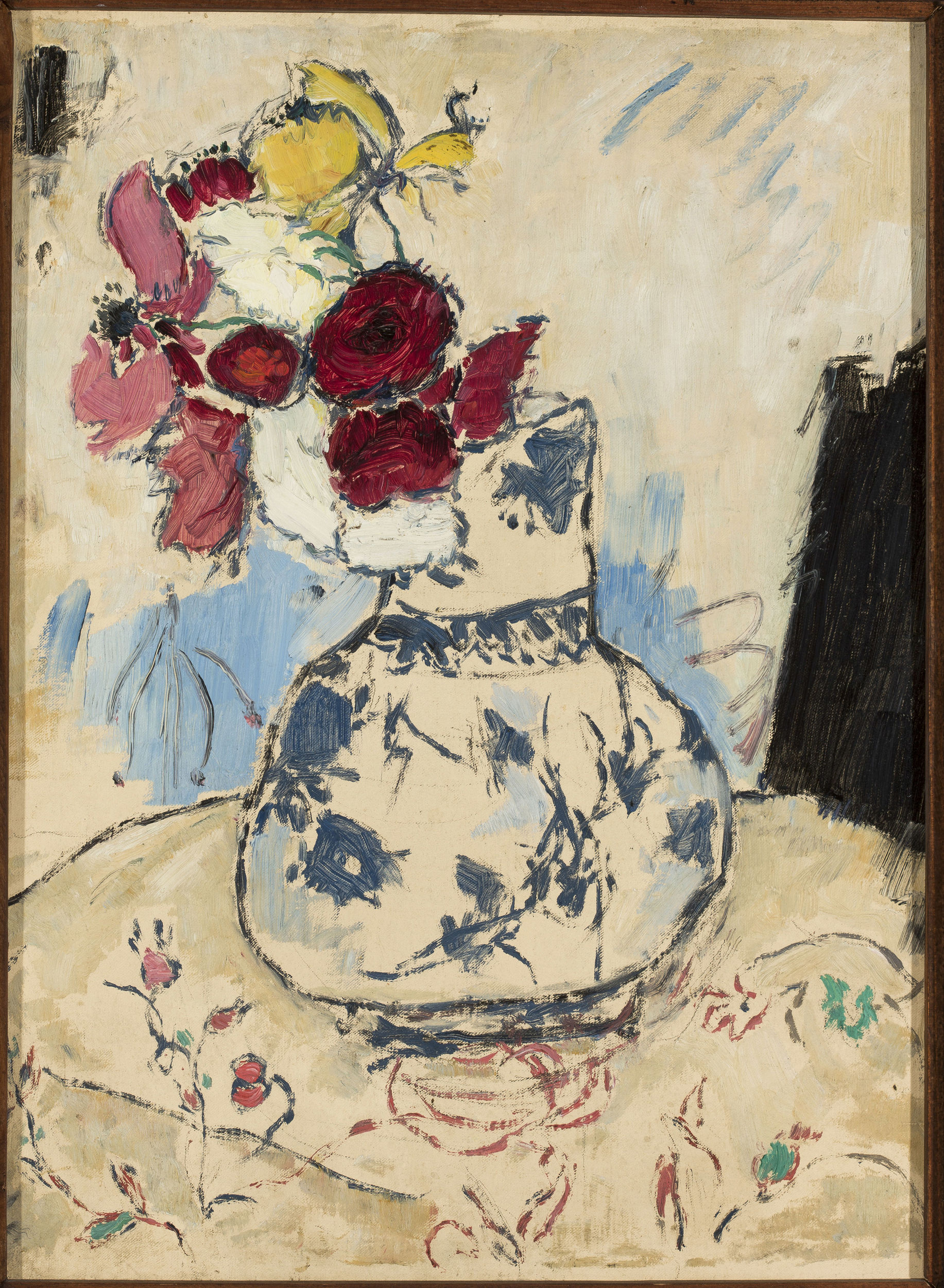
Цветы в вазе. Ок. 1909
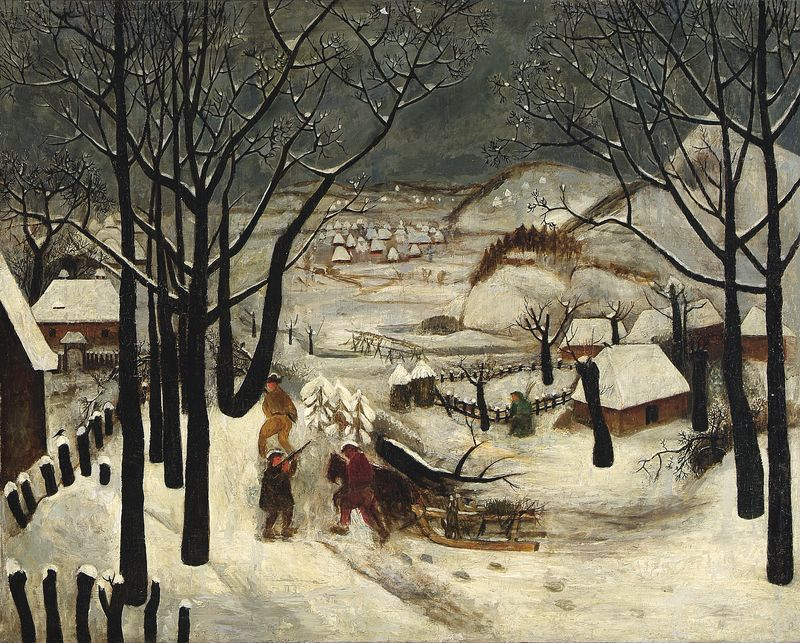
Зима. Ок. 1918
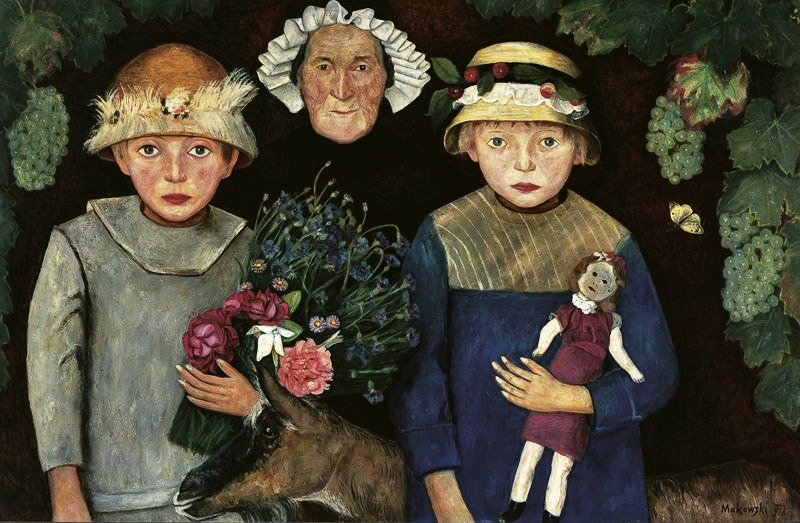
Vita brevis, ars longa. 1918
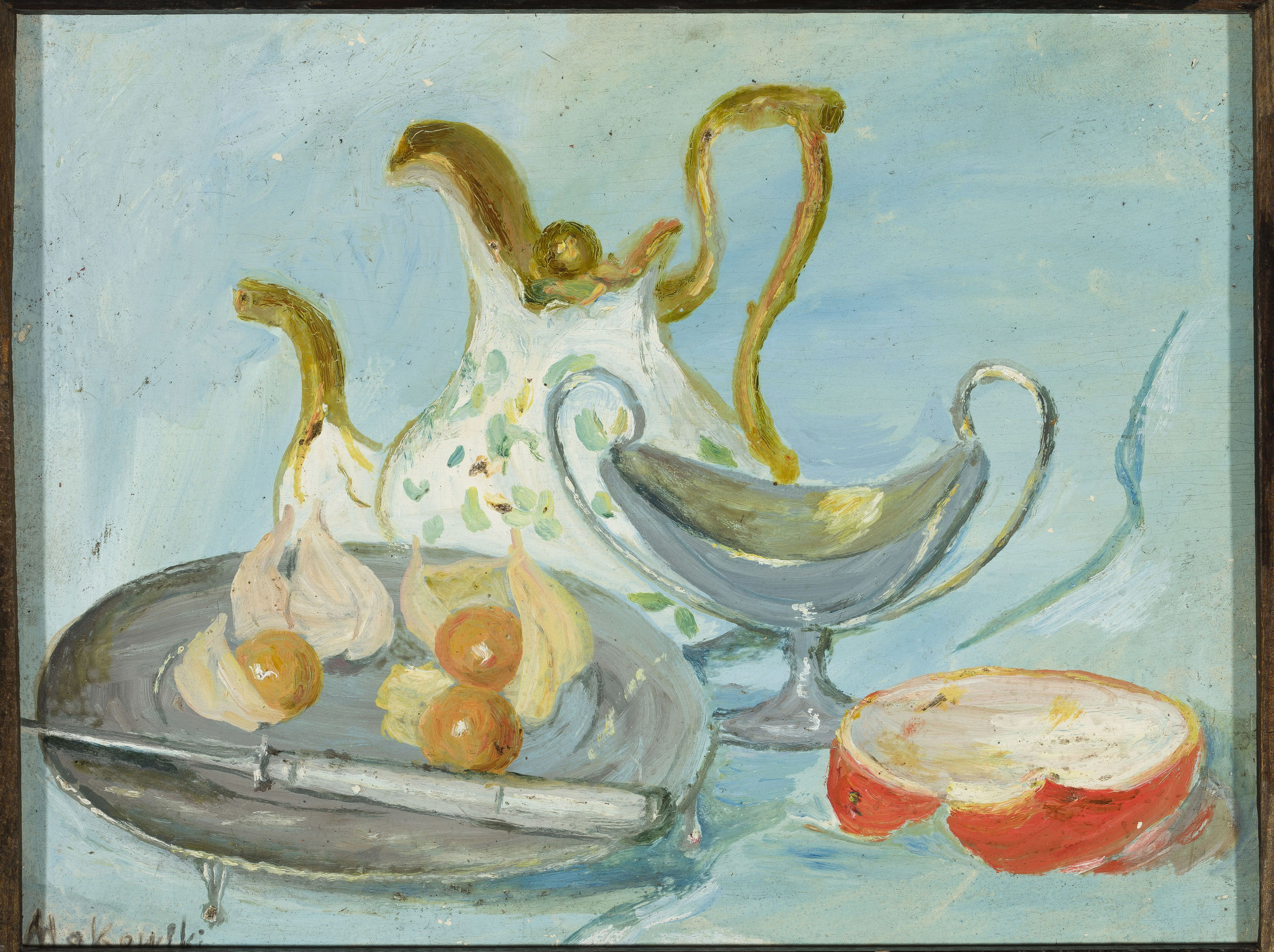
Натюрморт на голубом фоне. Ок. 1920
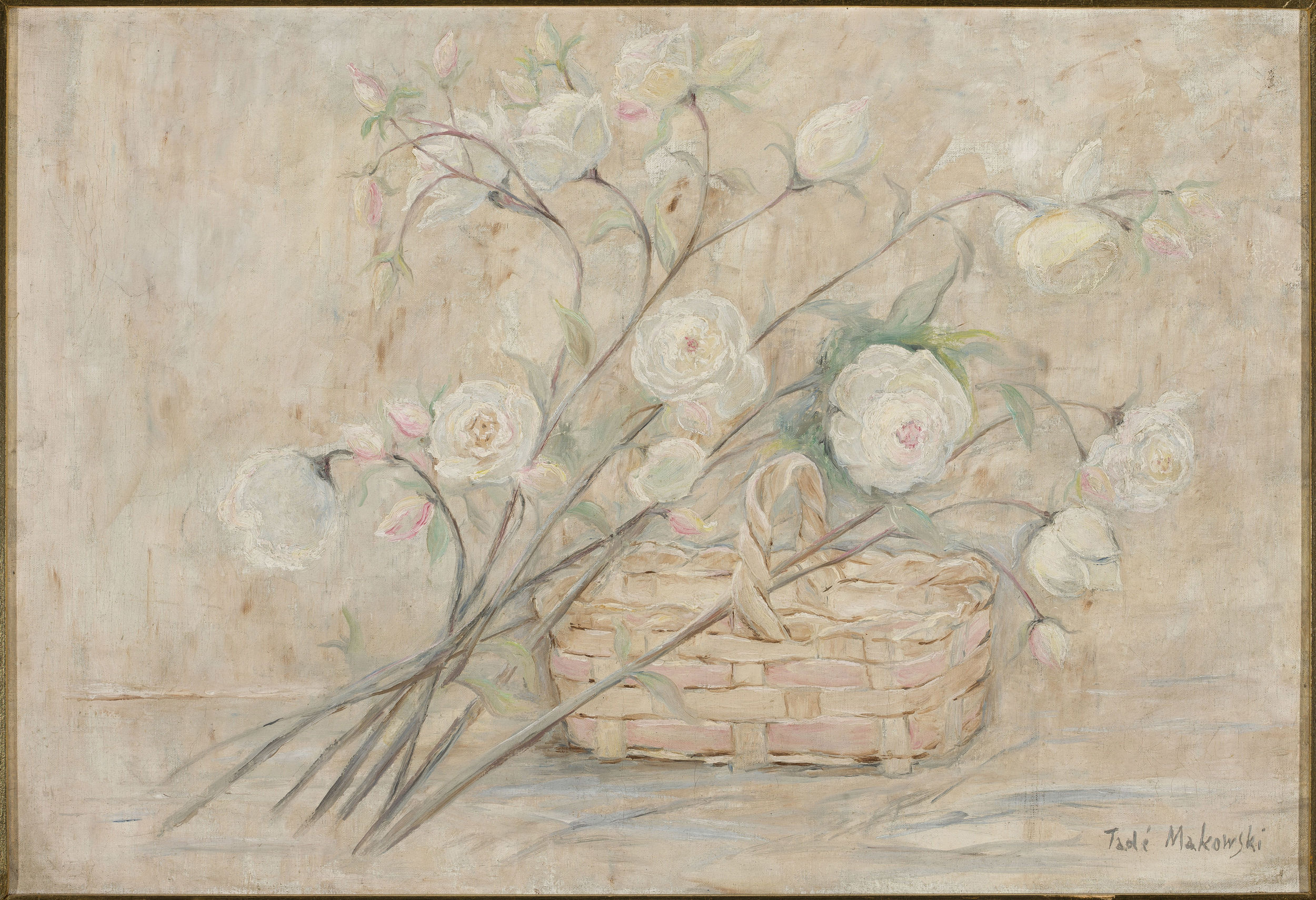
Розы и корзинка. Ок. 1922
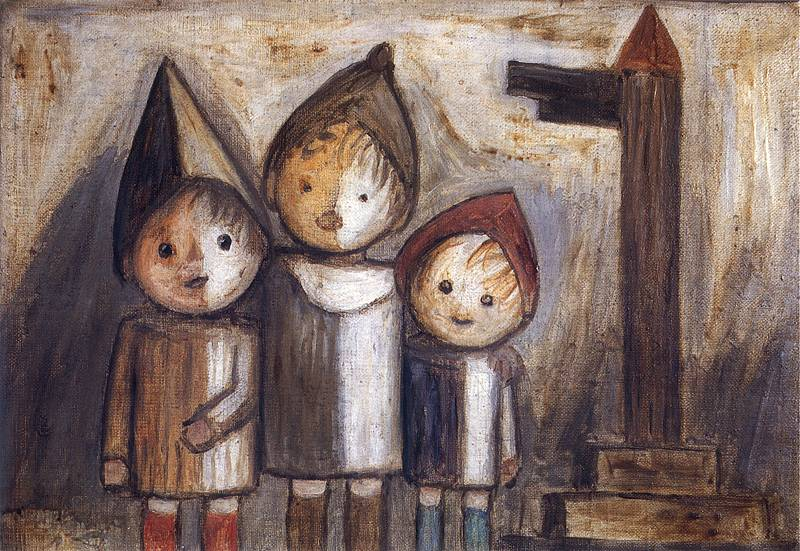
Под дорожным указателем. 1930
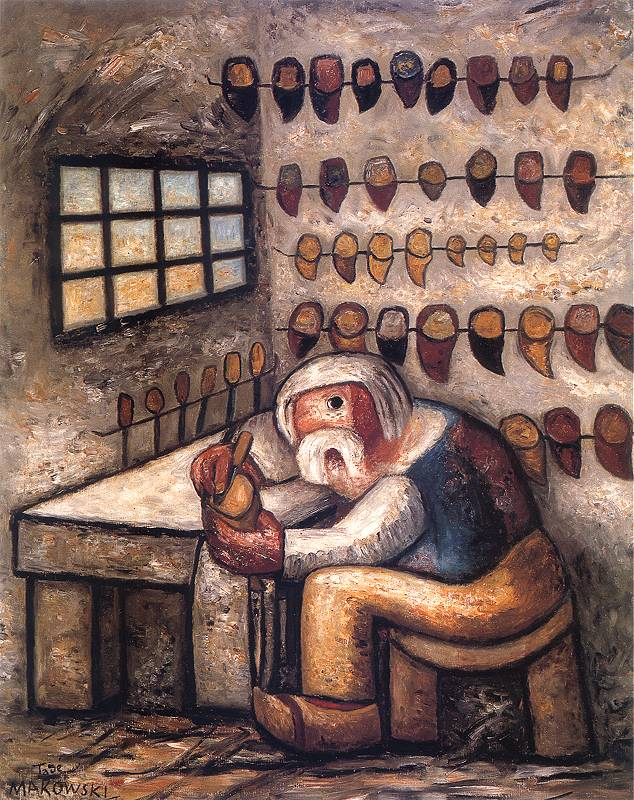
Сапожник. 1930